# Liste der Verwaltungsebenen in Bremerhaven

Gliederung

Die Liste der Verwaltungsebenen in Bremerhaven gibt die aktuelle Einteilung der Verwaltung in der Stadtgemeinde Bremerhaven wieder mit
- den 2 Stadtbezirken Nord und Süd als reine Verwaltungseinheiten, welche in einer kleinen vorgelagerten Tabelle aufgeführt werden.
- den 9 Stadtteilen.
- den 24 Ortsteilen.[1]

## Stadtbezirke
Die Sortierung der Stadtbezirke erfolgt gemäß ihren Schlüsselnummern.
- Stadtbezirk: Nennt den Stadtbezirk, der in der entsprechenden Zeile behandelt wird sowie dessen Schlüsselnummer.
- Stadtteil: Nennt die einzelnen Stadtteile des Stadtbezirks.
- Fläche: Gibt die Gesamtfläche des Stadtbezirkes in Quadratkilometern zum 31. Dezember 2013 an.
- Einwohner: Gibt die Gesamtbevölkerungszahl des Stadtbezirkes zum 31. Dezember 2013 an.
- Bevölkerungsdichte: Nennt die durchschnittliche Zahl der Einwohner pro Quadratkilometer im Stadtbezirk zum 31. Dezember 2013.
- Karte: Veranschaulicht die Lage des Stadtbezirkes im Stadtgebiet Bremerhavens.

| Stadtbezirk | Stadtteile                                                              | Fläche    | Einwohner | Bevölkerungsdichte | Karte |
| ----------- | ----------------------------------------------------------------------- | --------- | --------- | ------------------ | ----- |
| Nord 1      | - Weddewarden - Leherheide - Lehe - Mitte                               | 44,75 km² | 65.294    | 1.459,08 EW/km²    |       |
| Süd 2       | - Geestemünde - Schiffdorferdamm - Surheide - Wulsdorf - Fischereihafen | 49,09 km² | 48.854    | 955,19 EW/km²      |       |

## Stadtteile
Die Sortierung der Stadtteile erfolgt gemäß ihren Schlüsselnummern. Diese sind offiziell vierstellig, aber die vierte Stelle ist tatsächlich immer die Null. Die Schlüsselnummern sind hierarchisch aufgebaut: Die erste Stelle bezeichnet den Stadtbezirk, die zweite Stelle den Stadtteil und die dritte Stelle den Ortsteil.
- Stadtteil: Nennt den Stadtteil, der in der entsprechenden Zeile behandelt wird sowie dessen Schlüsselnummer.
- Ortsteile: Nennt die einzelnen Ortsteile des Stadtteils mit den dazugehörigen Schlüsselnummern.
- Fläche: Gibt die Gesamtfläche des Stadtteils in Quadratkilometer zum 31. Dezember 2013 an.[2]
- Einwohner: Gibt die Gesamtbevölkerungszahl des Stadtteils zum 31. Dezember 2013 an.[2]
- Bevölkerungsdichte: Nennt die durchschnittliche Zahl der Einwohner pro Quadratkilometer im Stadtteil zum 31. Dezember 2013.[2]
- K: Nennt die Geokoordinaten, auf denen der Stadtteil liegt und mit deren Hilfe er sich auf einer Karte finden lässt. Diese sind über einen Link aufrufbar, der zu verschiedenen Anzeigemöglichkeiten führt.
- Karte: Veranschaulicht die Lage des Stadtteils im Stadtgebiet Bremerhavens.

| Stadtteil           | Ortsteile | Fläche    | Einwohner | Bevölkerungsdichte | K | Karte |
| ------------------- | --- | --------- | --------- | ------------------ | - | ----- |
| Weddewarden 11      | - Weddewarden (1110) | 13,58 km² | 564       | 41,54 EW/km²       |   |       |
| Leherheide 12       | - Königsheide (1210) - Fehrmoor (1220) - Leherheide-West (1230)                                                                                | 6,46 km²  | 15.955    | 2.469,05 EW/km²    |   |       |
| Lehe 13             | - Speckenbüttel (1310) - Eckernfeld (1320) - Twischkamp (1330) - Goethestraße (1340) - Klushof (1350) - Schierholz (1360) - Buschkämpen (1370) | 16,38 km² | 36.625    | 2.236,50 EW/km²    |   |       |
| Mitte 14            | - Mitte-Süd (1410) - Mitte-Nord (1420) | 8,33 km²  | 12.150    | 1.459,46 EW/km²    |   |       |
| Geestemünde 21      | - Geestemünde-Nord (2110) - Geestendorf (2120) - Geestemünde-Süd (2130) - Bürgerpark (2140) - Grünhöfe (2150)                                  | 10,98 km² | 32.234    | 2.934,90 EW/km²    |   |       |
| Schiffdorferdamm 22 | - Schiffdorferdamm (2210) | 4,53 km²  | 2.491     | 550,01 EW/km²      |   |       |
| Surheide 23         | - Surheide (2310) | 3,01 km²  | 2.911     | 967,75 EW/km²      |   |       |
| Wulsdorf 24         | - Dreibergen (2410) - Jedutenberg (2420) | 5,62 km²  | 11.032    | 1.964,04 EW/km²    |   |       |
| Fischereihafen 25   | - Fischereihafen (2510) - Luneplate (2520) | 24,95 km² | 186       | 7,46 EW/km²        |   |       |